# Appiano Gentile
Appiano Gentile (Apián o Pián in dialetto comasco, Appian in ortografia classica, AFI: /(a)ˈpjaŋ/) è un comune italiano di 7 696 abitanti della provincia di Como in Lombardia. Fino al 1926 era conosciuto unicamente come Appiano.

## Geografia fisica
Appiano è un antico borgo dell'estremo occidente della Brianza che sorge ai margini dell'omonima pineta che si estende a cavallo tra la provincia di Como e quella di Varese. Appiano Gentile dista:
- 15 km da Como
- 35 km da Milano
- 20 km da Chiasso (Svizzera)
- 20 km da Varese

## Origini del nome
L'etimologia di Appiano è soggetta a diverse ipotesi. A partire da Dante Olivieri, è considerata paraetimologica un'origine dalla locuzione latina Ad-Planum, col significato di "vicino alla pianura", sebbene la dizione Adplanum fosse esistita come forma iperlatinizzata in ambito giuridico medievale ed ecclesiastico.
Le attuali etimologie proposte riferiscono invece un'origine dal gallico corrispondente a "piano d’acqua" o “terra dei cavalli” o “degli allevatori di cavalli”, a seconda dei linguisti.
L'appellativo Gentile, nonostante tentativi di attribuirvi una tradizione storica, avrebbe un'origine erudita risalente al primo Novecento e si riferisce ai ritrovamenti archeologici d'epoca gentile effettuati nel territorio; venne apposto per distinguere il toponimo dall'omonimo comune atesino.

## Storia

### Età antica
Negli anni trenta, in località Monte di Mezzo, fu rinvenuta una prima necropoli con tombe dell'Età del bronzo appartenenti alla cultura di Canegrate. Negli anni ottanta, in località La Mortizia fu rinvenuta una più vasta necropoli golasecchiana, che è stata giudicata testimoniare la fase di transizione tra la cultura celtica e quella romana. I reperti sono esposti nelle sale del Museo archeologico Paolo Giovio di Como.
La presenza di commerci con popolazioni di cultura greca sarebbe attestata dall'iscrizione Ἀφροδίτη (Afrodite) presente su un'ara marmorea emersa durante alcuni lavori di demolizione di un'abside della vecchia collegiata di Santo Stefano. Di età romana è invece una necropoli venuta alla luce in via Monte Zuccolo.

### Medioevo
Nel V secolo la popolazione di Appiano Gentile era soggetta al pagamento della decima all'arcivescovo Teodoro di Milano, dietro ottenimento di alcuni privilegi.
Al secolo successivo risale una lapide funeraria paleocristiana reimpiegata nella costruzione dell'abside della chiesa di Santo Stefano.
Nel X secolo, il paese rappresentava la pieve più orientale del contado del Seprio, con il Lura a fungere da confine con il contado della Martesana.
Nelle lotte tra comuni e impero, Appiano Gentile si schierò inizialmente con Federico Barbarossa, per poi aderire in un secondo momento alla Lega Lombarda. 
La comunità di Appiano risulta già citata come entità amministrativa autonoma in documenti del XIII secolo. Nelle dispute che videro contrapposte Como e Milano, Appiano costituiva una signoria di Pagano Torriani, che faceva parte dello schieramento dei lariani poi sconfitti. Alla fine dello stesso secolo fu sotto il controllo visconteo, come l'intero Seprio. 
Con la costituzione del Ducato di Milano nel 1395, Appiano ne entrò a far parte, rimanendovi fino alla sua dissoluzione nel 1797. 
Durante le dispute tra il papa Giulio II e Luigi XII di Francia, il paese fu razziato dalle truppe svizzere alleate del pontefice.

### Età moderna
Tra i secoli XVI e XVIII il feudo di Appiano Gentile passò più volte di mano, passando dai Del Rio Noreiga dapprima ai Castiglioni (1675), poi agli Imbonati e quindi ai Litta (1714).
Nel “Compartimento territoriale specificante le cassine” del 1751, Appiano era sempre inserito nel Ducato di Milano, nella pieve omonima, e il suo territorio comprendeva anche i cassinaggi di Cantirere (oggi Cascina Cantiree), Filata, Casino, Giovanico, Ronco, Casa del Lupo, Guzzafame, Monte Caronello, Casino (altro), Monte Rosso, Cassina, Gessaghe (oggi Cassina Gessaga), Grafignana, Pedroso (oggi Cascina Pedrosi), Fasola, Casino (altro), Castigliona, Beniate di sotto, Beniate di sopra, Vicino a Beniate, Morosi, Monte Ravano (oggi Monte Rapano) e Malpensata.
Con la successiva suddivisione della Lombardia austriaca in province, il comune di Appiano venne inserito nella provincia di Gallarate.
Appiano fu annesso al Regno d'Italia e accorpato alla provincia di Como nel 1801, fondendo a sé Lurate con Abbate, Oltrona e San Bartolomeo, unioni poi annullate con la Restaurazione. 
Durante il Regno Lombardo-Veneto, alcune tremende carestie indussero il governo austriaco del Milanese a obbligare i comuni a realizzare strade dietro pagamento in vitto. In questo contesto vennero realizzate le strade che da Appiano portano alle località Focoreggio (Fogoreggio), Ronco Camosico (Roncamòcc) e Cascina Fontana.
Il 1863 segnò l'inizio di un importante fenomeno migratorio di appianesi verso il Sudamerica. 
Nel 1867 al comune di Appiano Gentile venne aggregato il soppresso comune di San Bartolomeo al Bosco.

### Età contemporanea
Nel 1926 il comune assunse la denominazione di Appiano Gentile; l'appellativo si rifà alla presenza di testimonianze gentili, ossia pagane, e si rese necessario per la politica di disambiguazione di comuni omonimi promossa dal Regno. Nel 1927 vennero aggregati i soppressi comuni di Bulgarograsso e Veniano, poi ricostituiti nel 1950.
Con decreto presidenziale del 28 febbraio 2009 è stato concesso al comune di Appiano Gentile il titolo di città.

### Simboli
Lo stemma del comune di Appiano Gentile è stato riconosciuto con decreto del capo del governo del 14 settembre 1928.
Il gonfalone, concesso con regio decreto del 17 giugno 1937, è un drappo di bianco.

## Monumenti e luoghi d'interesse

### Architetture religiose

#### Chiesa di Santo Stefano Protomartire

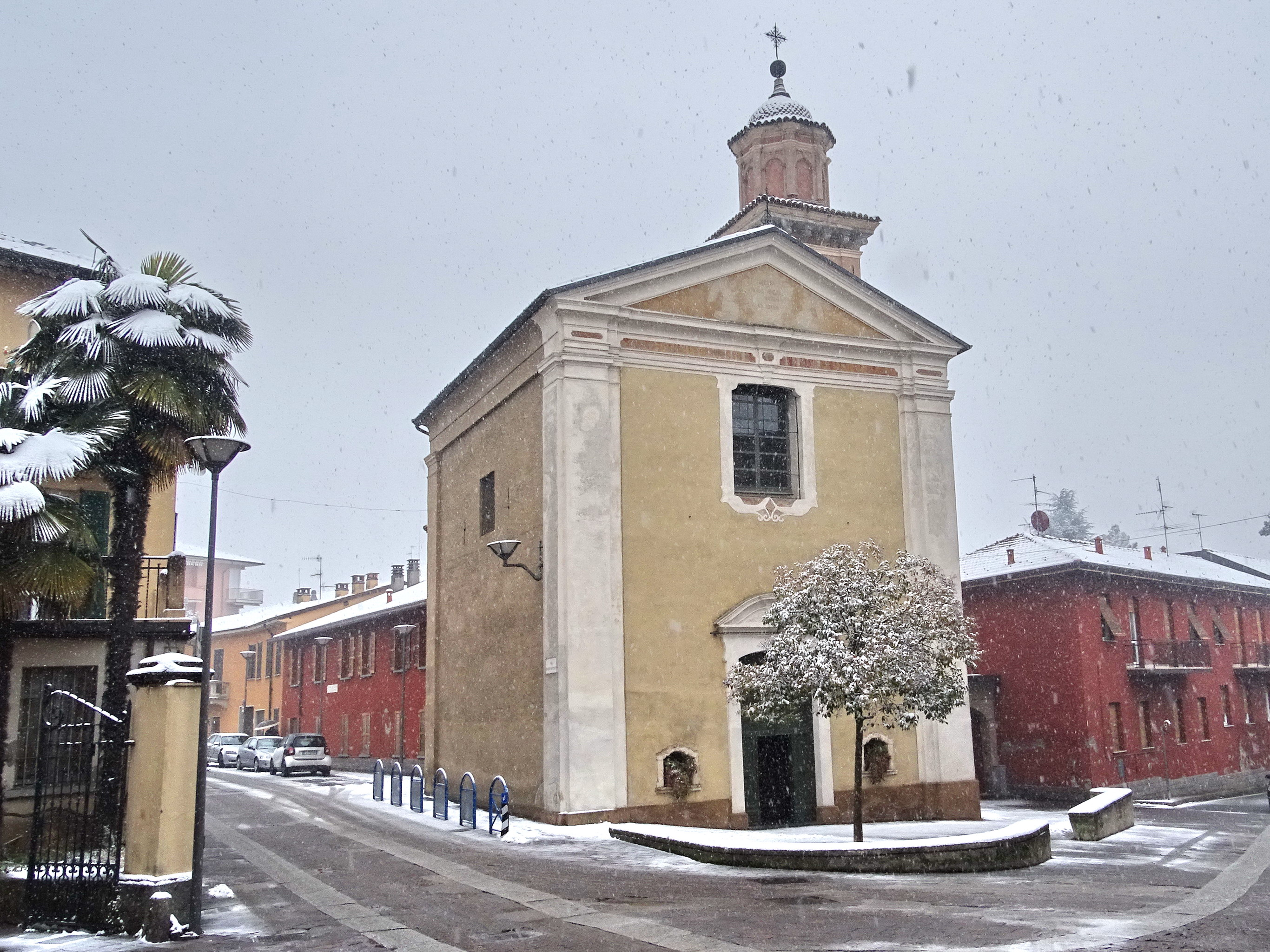
Chiesa della Fontana

La chiesa di Santo Stefano contiene opere del Nuvolone e di Isidoro Bianchi.

#### Chiesa della Fontana
La chiesa della Fontana, seicentesca, sorge sui resti della chiesa di san Michele Arcangelo. Presenta affreschi seicenteschi attribuiti a Isidoro Bianchi, tra cui la bellissima icona della Vergine posta sull'altare maggiore.

#### Chiesa del Lazzaretto

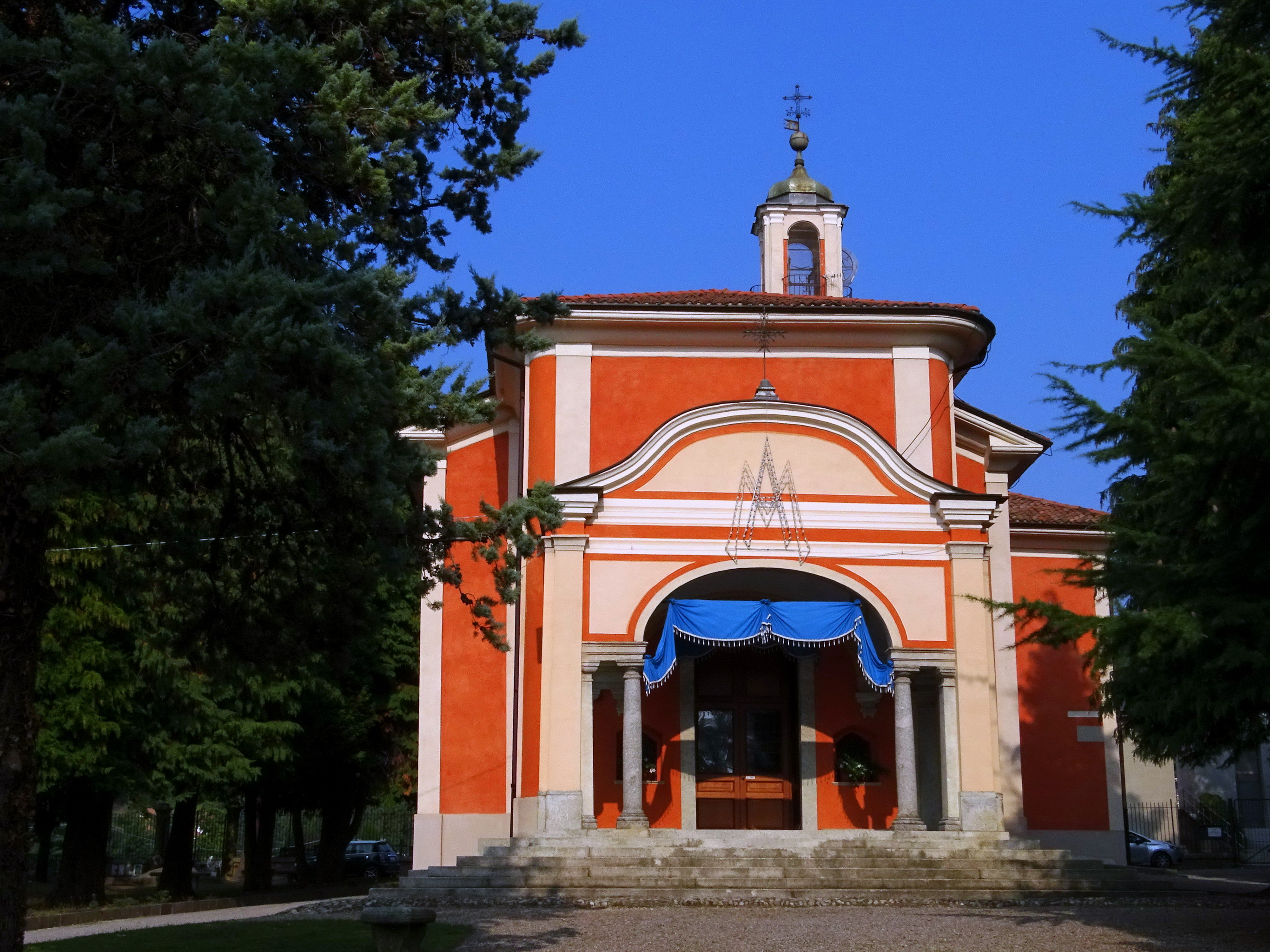
Chiesa del Lazzaretto

La chiesa del Lazzaretto, dedicata alla Beata Vergine Addolorata, è di origine settecentesca e ospita al suo interno, a navata unica, una pregevole statua lignea della Vergine e tre grandi altari in legno con due pale d'altare tra cui l'Assunzione della Beata Vergine Maria e la Crocefissione di Gesù. Nei secoli XVI-XVII servì come lazzaretto.

#### Chiesa di San Bartolomeo al Bosco
La frazione di San Bartolomeo al Bosco ospita l'omonima chiesa, risalente all'XI secolo. Si tratta di un edificio in stile romanico dalle pregevoli vetrate romaniche lombarde: al suo interno si trova la seicentesca statua del santo, risalente al periodo in cui la struttura della chiesa fu ridotta da tre navate a un'unica aula. L'accesso alla chiesa avviene attraverso un portale in serizzo, decorato a motivi ispirati al regno animale e ala geometria. Attualmente, l'edificio è visitabile solo il 24 agosto di ogni anno. 

#### Santuario della Madonna del Monte Carmelo

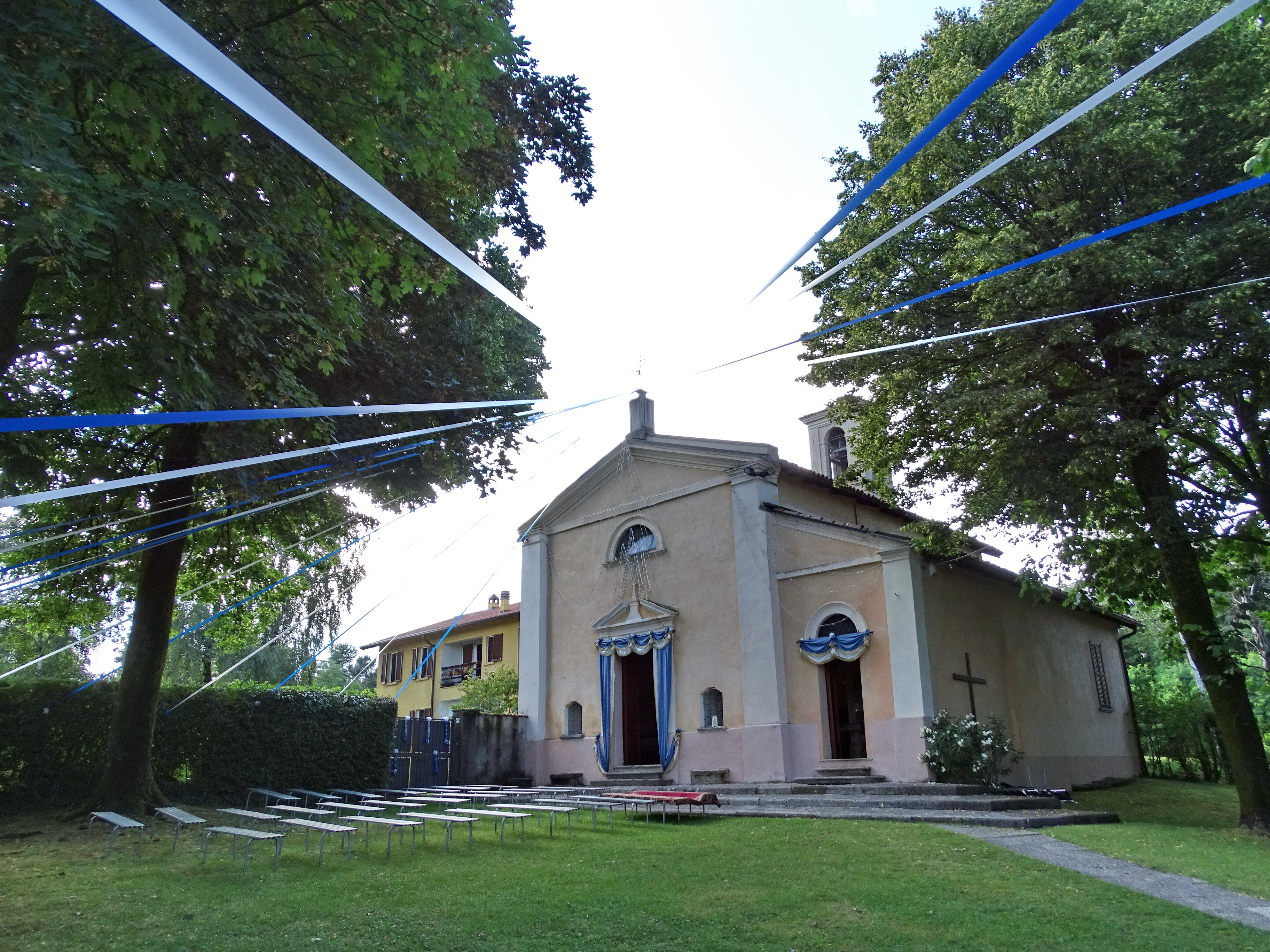
Chiesa del Carmelo

L'edificio religioso nacque nel 1492, come cappella di un convento di frati, dedicata alla Beata Vergine del Monte Carmelo. Con la demolizione del convento, rimase la chiesa che venne ampliata e adibita a santuario. L'interno a due navate presenta degli affreschi molto antichi, un quadro a olio della Vergine del Carmelo e una copia della statua della Madonna. L'originale cinquecentesca è conservata presso la Chiesa di Santo Stefano.

#### Cappella di San Giuseppe della Fasola

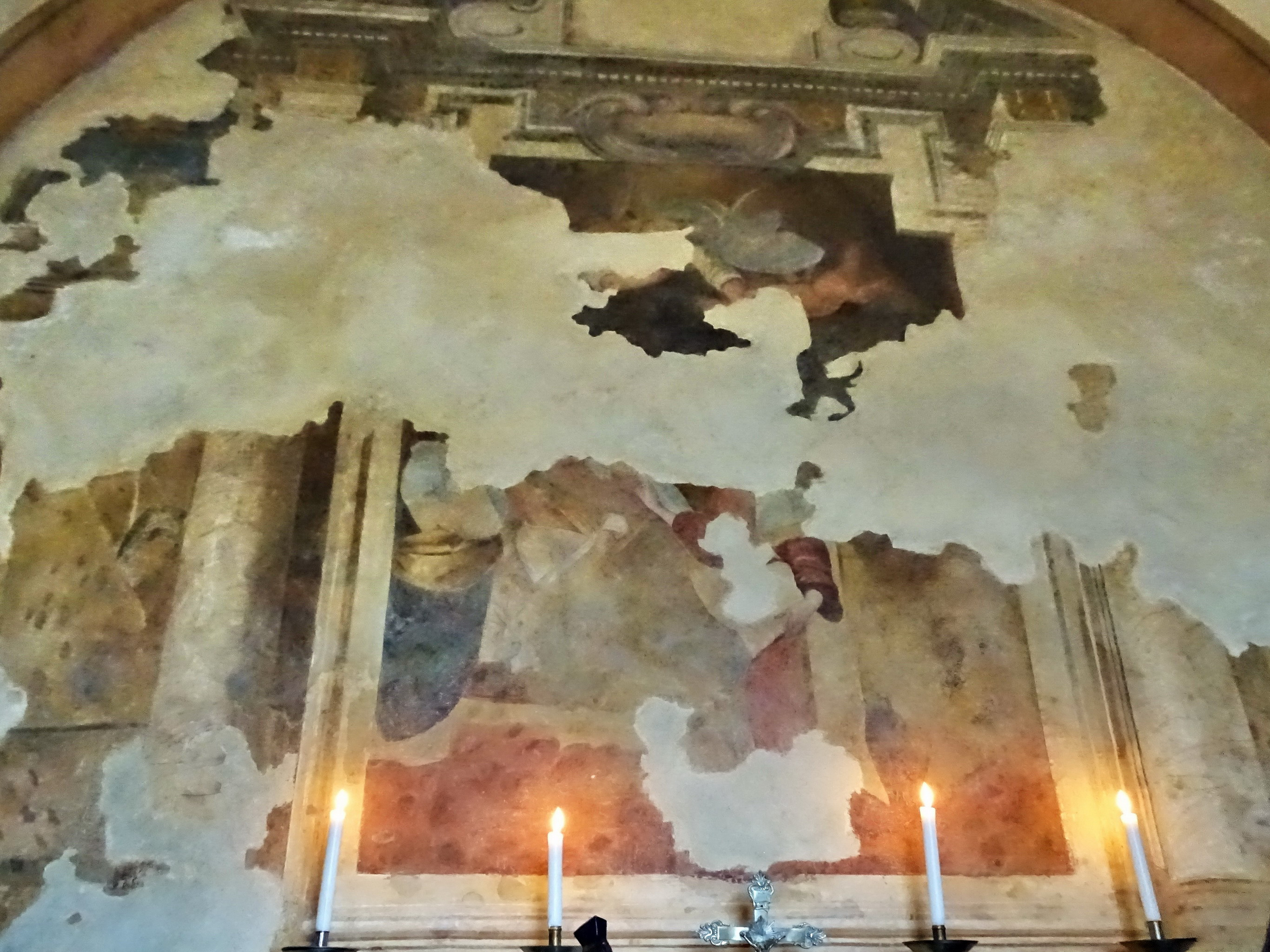
Transito di san Giuseppe della Cappella alla Fasola

Di antica costruzione, è una cappella con all'interno i resti dell'affresco ritraente il transito di San Giuseppe per opera di Isidoro Bianchi. Vi si celebrano le rogazioni in aprile.

### Architetture civili

#### Villa Cagnola
Nota anche come Villa Vallardi, Villa Cagnola (XVIII secolo) deve la sua attuale denominazione alla famiglia che, sul finire del XIX secolo, commissionò una serie di lavori che conferirono un aspetto liberty ad alcune parti della dimora. Prima dei Cagnola, la villa era appartenuta a un tal Bovara. Gli interventi voluti dai Cagnola non erano tuttavia che gli ultimi di una serie di altre rielaborazioni già implementate nei decenni precedenti, tra le quali una rivisitazione in stile neoclassico della porzione sud-occidentale. Quest'ultimo stile si ritrova anche nella cappella gentilizia, rivolta verso l'attuale via Pozzone.
Nel complesso, la villa si compone di più corpi, incentrati attorno a un cortile rettangolare, sul quale si affaccia un porticato sorretto da colonne e architravi in stile liberty. L'ala ovest, rivolta verso un giardino che introduce un ampio parco, costituisce la porzione più antica della villa.

#### Casa Lucini Cavadini
A nord dell'attuale piazza della Libertà si trova Casa Lucini Cavadini (XVII secolo), risultato dell'unione di due proprietà collocate tra le odierne vie Grilloni e del Borgo: Casa Lucini e Casa Cavadini.
La porzione più antica del complesso è Casa Lucini, già appartenuta all'omonima famiglia di Como. All'interno del corpo principale di Casa Lucini, il quale si sviluppa parallelamente a via del Borgo, spicca una scalinata ellittica dotata di corrimano in ferro battuto e gradini a mensola.
Al primo Ottocento risale invece il primitivo nucleo di Casa Cavadini, costituito un'ala rivolta verso ovest che si innesta in un prolungamento di Casa Lucini lungo via del Borgo. A questo primitivo nucleo, nel corso del XIX secolo la famiglia Frigerio-Lucini aggiunse un ulteriore edificio, con funzioni di filanda.
Nel loro insieme, le due case formano una struttura con impianto a "U", aperta verso ovest e un ampio parco.

#### Villa Rosnati

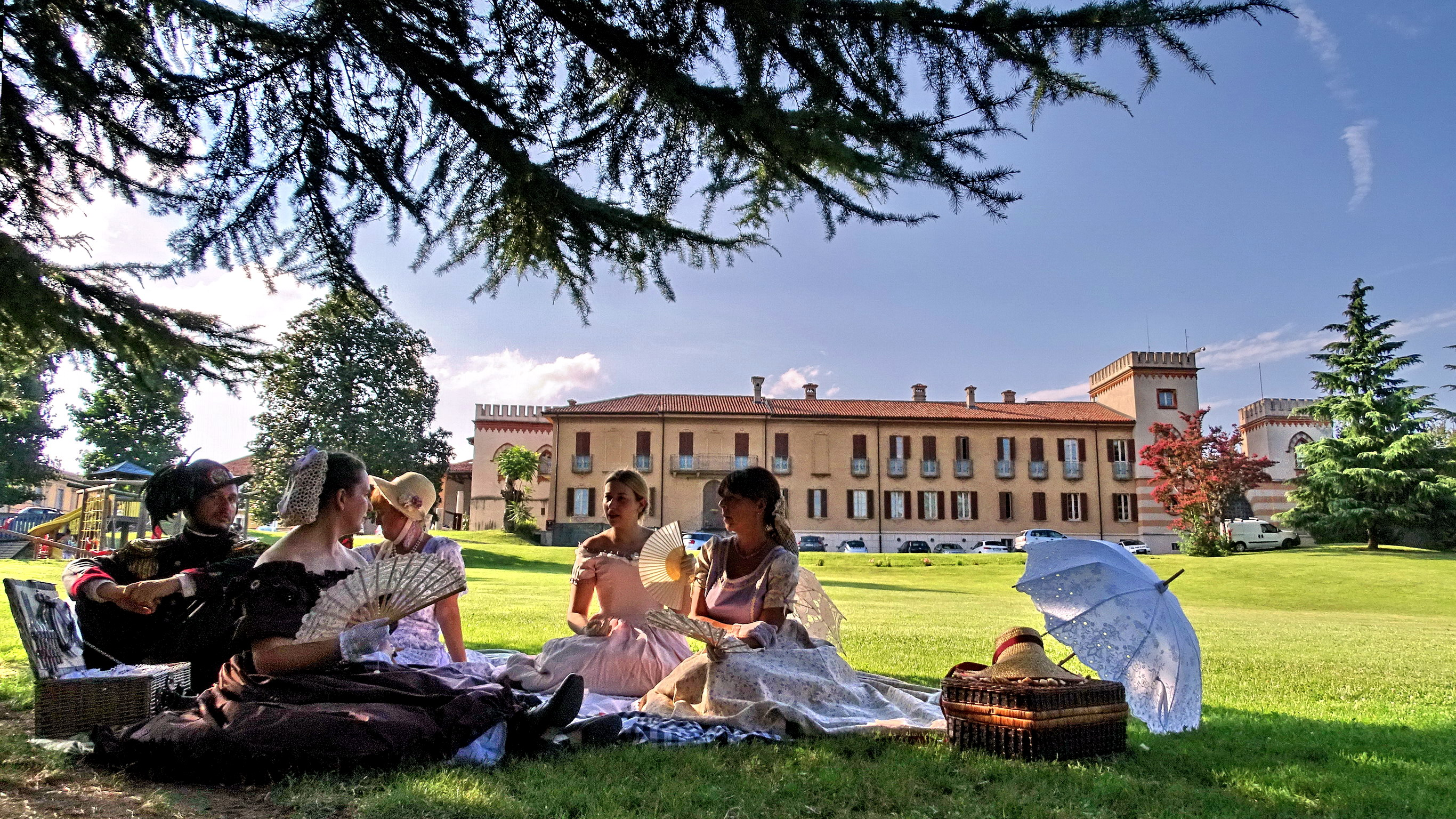
Rievocazione storica a Villa Rosnati

Conosciuta anche come Villa Raimondi o Villa De' Rosnati, la dimora risale alla metà del XVIII secolo. Successivamente a questo periodo, la villa fu rilevata dai Raimondi (forse dagli Odescalchi, per via ereditaria).
Introdotta da una fila di antichi edifici rurali, la villa è dotata di una torre in stile neogotico.
Inserita in un giardino all'inglese, attualmente la villa è sede della Biblioteca comunale e del Municipio.

#### Altre dimore
- Villa Bianca[33], databili al XVII secolo
- Villa Cetti, risalente al XVIII secolo[34]
- Cascina Fontana, casaforte di campagna le cui origini risalgono al periodo comunale[35]
- Casa Cetti Tovini[36]

#### Altro
- Piazza Libertà, con il monumento "La Quercia delle anime" di Adolfo Wildt.

### Aree naturali
- Parco della Pineta di Appiano Gentile e Tradate
- Sito di Interesse Comunitario Pineta Pedemontana di Appiano Gentile (IT 2020007)[37]

## Società

### Evoluzione demografica
Abitanti censiti

### Tradizione e folclore
- la festa patronale di Santo Stefano (26 dicembre);
- il mercato settimanale, il martedì dalle 7 alle 13:30;
- il mercatino AppianoNatura con prodotti biologici e artigianali, ogni seconda domenica del mese (eccetto agosto) e la terza domenica di settembre;
- la Fiera gròssa, il primo martedì di agosto e il primo martedì di dicembre;
- la Mostra Zootecnica, nel mese di Aprile;
- la Sagra appianese, la prima decade di settembre;
- le Rogazioni, in aprile e maggio.

## Infrastrutture e trasporti
Attraversata dalle strade provinciali 23 e 27, fra il 1910 e il 1955 la località era servita dalla principale stazione della Tranvia Como-Appiano Gentile-Mozzate.
Il trasporto pubblico con Como e Varese è realizzato mediante autoservizi svolti da SPT Linea e FNM Autoservizi.

## Sport
Nel territorio di Appiano Gentile è incluso il Centro Sportivo Angelo Moratti, sede di allenamento dell'Internazionale Milano. Esso si trova nella località detta La Pinetina, prossima al confine con il territorio di Veniano.

### Esplicative
1. ↑  Esiste infatti Appiano in provincia di Bolzano, oggi Appiano sulla Strada del Vino.

### Bibliografiche
1. 1 2   Bilancio demografico mensile anno 2024 (dati provvisori), su demo.istat.it, ISTAT.
2. ↑   Classificazione sismica (XLS), su rischi.protezionecivile.gov.it.
3. ↑   Tabella dei gradi/giorno dei Comuni italiani raggruppati per Regione e Provincia (PDF), in Legge 26 agosto 1993, n. 412, allegato A, Agenzia nazionale per le nuove tecnologie, l'energia e lo sviluppo economico sostenibile, 1º marzo 2011,  p. 151. URL consultato il 25 aprile 2012 (archiviato dall'url originale il 1º gennaio 2017).
4. ↑   AA. VV., Dizionario di toponomastica. Storia e significato dei nomi geografici italiani., Milano, Garzanti, 1996,  p. 33, ISBN 88-11-30500-4.
5. ↑  Per il dialetto comasco, si utilizza l'ortografia ticinese, introdotta a partire dal 1969 dall'associazione culturale Famiglia Comasca nei vocabolari, nei documenti e nella produzione letteraria.
6. ↑  in ortografia classica
7. ↑   Pierino Boselli, Dizionario di Toponomastica Briantea, Comasca e Lecchese, Lecco, G. Stefanoni s.r.l., 1993,  p. 20.
8. ↑  D.Oliveri, Dizionario di toponomastica lombarda, 1931, alla voce
9. ↑  G. Borghi, "Continuità celtica della macrotoponomastica indoeuropea nel bacino lariano", in Archivi della Provincia di Lecco, anno XXXV, n.2, settembre 2012, Cattaneo Editore, Oggiono, 2012, p. 113; L. Golzi Saporiti, La toponimia del Seprio: una nuova interpretazione, Associazione studi storici tradatesi, 2012
10. ↑  P. Grilloni, Appiano - Notizie storiche, Casa Editrice Francesco Vallardi, Milano, 1927;  Annalisa Borghese, Appiano Gentile, in Il territorio lariano e i suoi comuni, n. 5, Milano, Editoriale del Drago,  pp. 77-79.
11. 1 2 3 4  AA.VV., Una chiesa tra lago e montagne, p. 52.
12. 1 2  M. Uboldi, Dalla Preistoria all'Età del Ferro, Museo Civico Archeologico Paolo Giovio, Como, 1999, p. 19.
13. 1 2 3 4 5 6 7 8 9 10 11  Borghese, pp. 77-79.
14. ↑  Bognetti 1927, p. 228
15. ↑  Compartimento Ducato di Milano, 1751
16. ↑  Editto 26 settembre 1786 c
17. ↑  R.D. 4 aprile 1867, n. 3657
18. ↑  R.D. 30 settembre 1926, n. 1847
19. 1 2   Appiano Gentile, su Archivio Centrale dello Stato, Ufficio araldico, Fascicoli comunali.
20. ↑   Chiesa di S. Stefano - complesso, Piazza della Libertà - Appiano Gentile (CO) – Architetture – Lombardia Beni Culturali, su lombardiabeniculturali.it. URL consultato il 27 aprile 2020.
21. ↑   Chiesa della Fontana - complesso, Piazza Fontana - Appiano Gentile (CO) – Architetture – Lombardia Beni Culturali, su lombardiabeniculturali.it. URL consultato il 27 aprile 2020.
22. ↑   Chiesa del Lazzaretto, Viale delle Rimembranze - Appiano Gentile (CO) – Architetture – Lombardia Beni Culturali, su lombardiabeniculturali.it. URL consultato il 27 aprile 2020.
23. ↑   Chiesa di S. Bartolomeo al Bosco - complesso, Via San Bartolomeo - Appiano Gentile (CO) – Architetture – Lombardia Beni Culturali, su lombardiabeniculturali.it. URL consultato il 27 aprile 2020.
24. 1 2  TCI, Guida d'Italia [...], p. 283.
25. ↑   Chiesa del Carmelo, Via Monte Carmelo - Appiano Gentile (CO) – Architetture – Lombardia Beni Culturali, su lombardiabeniculturali.it. URL consultato il 27 aprile 2020.
26. ↑   Villa Cagnola - complesso, Via Pozzone, 1(P),3 - Appiano Gentile (CO) – Architetture – Lombardia Beni Culturali, su lombardiabeniculturali.it. URL consultato il 27 aprile 2020.
27. 1 2  Langè, p. 216.
28. ↑   Casa Lucini Cavadini - complesso, Via Borgo, 1,3(P),5 - Appiano Gentile (CO) – Architetture – Lombardia Beni Culturali, su lombardiabeniculturali.it. URL consultato il 27 aprile 2020.
29. 1 2 3  Langè, p. 217.
30. ↑   Bed and breakfast Como – Villa Cavadini: Tariffe e last minute Lago di Como, su www.villacavadini.it. URL consultato il 5 giugno 2022.
31. 1 2 3 4  Langè, p. 218.
32. ↑   Villa Rosnati - complesso, Via Baradello, 2,4(P),6 - Appiano Gentile (CO) – Architetture – Lombardia Beni Culturali, su lombardiabeniculturali.it. URL consultato il 27 aprile 2020.
33. ↑   Villa Bianca - complesso, Via Garibaldi, 2 - Appiano Gentile (CO) – Architetture – Lombardia Beni Culturali, su lombardiabeniculturali.it. URL consultato il 27 aprile 2020.
34. ↑   Villa Cetti - complesso, Via Garibaldi, 1 - Appiano Gentile (CO) – Architetture – Lombardia Beni Culturali, su lombardiabeniculturali.it. URL consultato il 27 aprile 2020.
35. ↑  Belloni et al., p. 23.
36. ↑   Casa Cetti Tovini, Via Garibaldi, 5 - Appiano Gentile (CO) – Architetture – Lombardia Beni Culturali, su lombardiabeniculturali.it. URL consultato il 27 aprile 2020.
37. ↑   Copia archiviata, su parcopineta.org. URL consultato il 14 dicembre 2020 (archiviato dall'url originale il 18 maggio 2021).
38. ↑  Statistiche I.Stat ISTAT  I dati precedenti al 1867 includono anche quelli dell'allora Comune di San Bartolomeo al Bosco: 87 (1751), 92 (1771), 90 (1799), 110 (1805), 174 (1853), 209 (1861). URL consultato in data 18-08-2023.
39. ↑  Francesco Ogliari, Como nella scienza e nei trasporti, TIBB, Edizione speciale fuori commercio, Milano, novembre 1987.